# Боярышник украинский
Боярышник украинский (лат. Crataegus ucrainica) — кустарник или небольшое дерево, вид рода Боярышник (Crataegus) семейства Розовые (Rosaceae).

## Распространение и экология
В природе ареал вида охватывает Прикарпатье, среднее и верхнее течение Днепра.
Произрастает по склонам речных берегов и террас, среди кустарников и по опушкам и в лиственных светлых лесах.

## Ботаническое описание
Побеги вишневые, в молодости мохнато-волосистые, потом почти голые или голые, кора ветвей буровато-серая. Колючки тонкие, длиной 12—20 мм, боковые стерильные побеги частью превращены в облиственные колючки.
Листья вначале тонкие, потом плотные, сверху более тёмные. На плодущих побегах нижние листья клиновидные или обратнояйцевидные, на вершине крупно-надрезанно-зубчатые, трёхнадрезные или неглубоко трёхлопастные; выше расположенные — в очертании обратнояйцевидные или широкоромбические до округлых, сравнительно неглубоко рассечённые на 5—7 лопастей; лопасти широкие, яйцевидно-треугольные, по наружному краю от середины, а иногда почти от основания неровно, частью надрезанно-пильчатые.
Соцветие рыхлое, диаметром до 9 см, состоящее из 5—7 ветвей и несущее 10—20 цветков диаметром около 15 мм каждый; чашелистики треугольно-ланцетные, длинно-заострённые; тычинок 20; столбики в числе 2, реже 1 или 3.
Зрелые плоды, округлые или к основанию пятигранистые, длиной 11—13 мм, тёмно-винно-красные.
Цветение в июне. Плодоношение в сентябре.

## Таксономия
Вид Боярышник украинский входит в род Боярышник (Crataegus) трибы Pyreae подсемейства Спирейные (Spiraeoideae) семейства Розовые (Rosaceae) порядка Розоцветные (Rosales).
|  |                                      |  |                                                              |                                                              |                   |  | ещё 8 семейств (согласно Системе APG III) | ещё 8 семейств (согласно Системе APG III)    |                                              |  |  |  | ещё 7 триб (согласно Системе APG III)         | ещё 7 триб (согласно Системе APG III)         |  |  |  |  | ещё от 200 до 300 видов | ещё от 200 до 300 видов |
|  |                                      |  |                                                              |                                                              |                   |  | ещё 8 семейств (согласно Системе APG III) | ещё 8 семейств (согласно Системе APG III)    |                                              |  |  |  | ещё 7 триб (согласно Системе APG III)         | ещё 7 триб (согласно Системе APG III)         |  |  |  |  | ещё от 200 до 300 видов | ещё от 200 до 300 видов |
|  |                                      |  |                                                              | порядок Розоцветные                                          |                   |  |                                           |                                              | подсемейство Спирейные                       |  |  |  |                                               | род Боярышник                                 |  |  |  |  |                         |                         |
|  |                                      |  |                                                              | порядок Розоцветные                                          |                   |  |                                           |                                              | подсемейство Спирейные                       |  |  |  |                                               | род Боярышник                                 |  |  |  |  |                         |                         |
|  | отдел Цветковые, или Покрытосеменные |  |                                                              |                                                              | семейство Розовые |  |                                           |                                              | триба Pyreae                                 |  |  |  | вид Боярышник украинский                      |                                               |  |  |  |  |                         |                         |
|  | отдел Цветковые, или Покрытосеменные |  |                                                              |                                                              |                   |  |                                           |                                              |                                              |  |  |  |                                               |                                               |  |  |  |  |                         |                         |
|  |                                      |  | ещё 44 порядка цветковых растений (согласно Системе APG III) | ещё 44 порядка цветковых растений (согласно Системе APG III) |                   |  |                                           | ещё 8 подсемейств (согласно Системе APG III) | ещё 8 подсемейств (согласно Системе APG III) |  |  |  | ещё около 60 родов (согласно Системе APG III) | ещё около 60 родов (согласно Системе APG III) |  |  |  |  |                         |                         |
|  |                                      |  |                                                              | ещё 44 порядка цветковых растений (согласно Системе APG III) |                   |  |                                           |                                              | ещё 8 подсемейств (согласно Системе APG III) |  |  |  |                                               | ещё около 60 родов (согласно Системе APG III) |  |  |  |  |                         |                         |